# Дом Дехтерева (Спасский переулок)

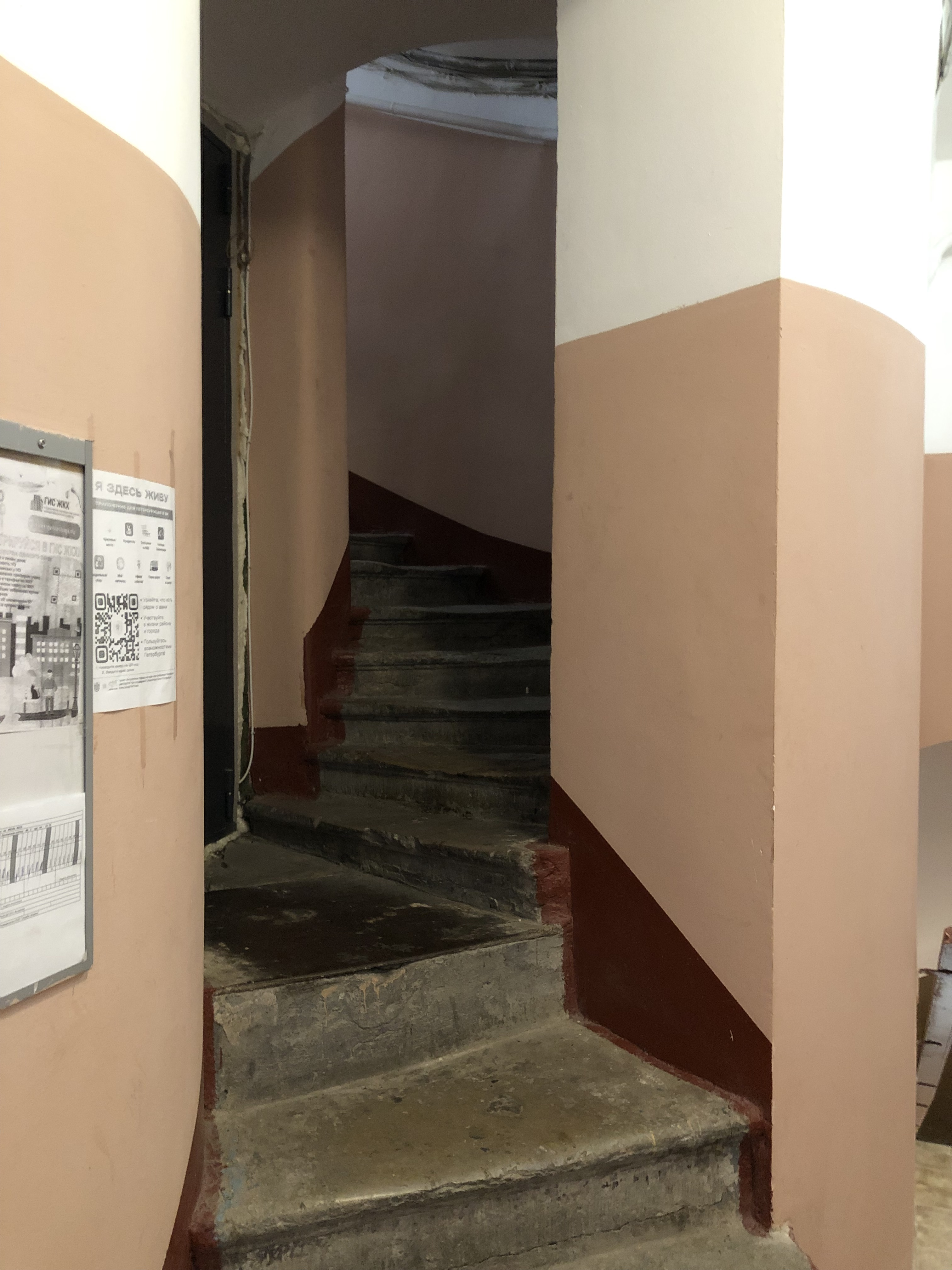
Внутренняя лестница

Дом Дехтерева — памятник архитектуры. Расположен в Санкт-Петербурге, современный адрес дома — Спасский переулок, 11.
Построен в 1810-х (или в 1825 году) неизвестным архитектором. Центр фасада подчёркнут шестью коринфскими пилястрами, над которыми стоит фронтон с полуциркульным окном. Нижний этаж истолкован как цокольный, рустован. Фасад украшен барельефными вставками.
Внутренняя отделка не сохранилась, хотя в двух помещениях второго этажа есть остатки лепных карнизов с модульонами. У центральной лестницы сохранились крестовые своды, опорная стена с нишами и полуколоннами на одном из этажей.